# Де (Кот-д’Ор)
Де (фр. Daix) — коммуна во Франции, находится в регионе Бургундия. Департамент коммуны — Кот-д’Ор. Входит в состав кантона Фонтен-ле-Дижон. Округ коммуны — Дижон.
Код INSEE коммуны — 21223.

## Население
Население коммуны на 2010 год составляло 1362 человека.
| 1962 | 1968 | 1975 | 1982 | 1990 | 1999 | 2010 |
| ---- | ---- | ---- | ---- | ---- | ---- | ---- |
| 436  | 497  | 533  | 784  | 862  | 1479 | 1362 |

## Экономика
В 2010 году среди 874 человек трудоспособного возраста (15—64 лет) 569 были экономически активными, 305 — неактивными (показатель активности — 65,1 %, в 1999 году было 62,8 %). Из 569 активных жителей работали 543 человека (292 мужчины и 251 женщина), безработных было 26 (12 мужчин и 14 женщин). Среди 305 неактивных 154 человека были учениками или студентами, 89 — пенсионерами, 62 были неактивными по другим причинам.